# Clara Pontoppidan
Pour les articles homonymes, voir Pontoppidan.
Clara Pontoppidan, née le 23 avril 1883 à Copenhague et morte le 22 janvier 1975  à Copenhague, est une actrice danoise de théâtre et de cinéma.

## Biographie
Dès 1892, Clara Pontoppidan fréquentait l'école du ballet du Théâtre royal danois. C'est à partir de 1901 qu'elle connut ses premiers engagements dans des lieux tels que le Dagmarteatret (da) ou le Det Ny Teater. C'est en tant que danseuse qu'elle connut sa première apparition à l'écran en 1902 avant de connaître une carrière d'actrice dans le cinéma muet danois à partir de 1910.
Clara Pontoppidan fut l'épouse de l'acteur Carlo Wieth de 1906, jusqu'à leur divorce en 1917.

## Filmographie partielle
- 1911 : Mormonens offer d'August Blom
- 1912 : Vampyrdanserinden d'August Blom
- 1914 : Le Chambellan de John Ekman
- 1914 : Bra flicka reder sig själv de Victor Sjöström
- 1916 : Pages arrachées au livre de Satan de Carl Theodor Dreyer
- 1922 : Il était une fois de Carl Theodor Dreyer
- 1922 : La Sorcellerie à travers les âges de Benjamin Christensen

## Distinctions
- 1931 : Ingenio et Arti [1]
- 1937 : Tagea Brandt Rejselegat